# Iglesia de San Pedro (Eguileor)
La iglesia de San Pedro es un edificio situado en la localidad española de Eguileor, en la provincia de Álava.

## Descripción
El edificio se encuentra en la localidad española de Eguileor, del municipio de Salvatierra, perteneciente a la provincia de Álava, en la comunidad autónoma del País Vasco. Se menciona como iglesia parroquial del lugar en el séptimo volumen del Diccionario geográfico-estadístico-histórico de España y sus posesiones de Ultramar de Pascual Madoz, donde aparece descrita con las siguientes palabras: «igl. parr. (San Pedro), servida por un beneficiado». En el tomo de la Geografía general del País Vasco-Navarro dedicado a Álava y escrito por Vicente Vera y López, se dice lo siguiente: «Su parroquia, dedicada á San Pedro, es de categoría rural de segunda clase, perteneciente al arciprestazgo de Salvatierra».